# محوطه شمشیر گاه
محوطه شمشیر گاه مربوط به هزاره اول تا دوران‌های تاریخی پس از اسلام است و در شهرستان قم، خور آبار واقع شده و این اثر در تاریخ ۱۱ دی ۱۳۸۰ با شمارهٔ ثبت ۴۶۳۰ به‌عنوان یکی از آثار ملی ایران به ثبت رسیده است.